# 程憲
程憲（1398年—？），字伯度，直隸徽州婺源縣城西人，明朝政治人物。進士出身。

## 生平
應天府鄉試第十三名。宣德五年（1430年）丁丑科會試第二十名，殿試登進士第二甲第五名。授南京監察御史，曾廵按陝西及直隸蘇、松，所至風聲凛肅。卒于官。

## 家族
曾祖父程愈謙，曾任元江浙儒學提舉。祖父程宗良。父亲程以誠。
姪程丕才，成化四年舉人，官吉安府推官。